# Vaterpolski klub Brodarica
Vaterpolski klub Brodarica je vaterpolski klub iz Brodarice.
Klupsko sjedište je na adresi Ražinska 4, Brodarica.

## Klupska povijest
Klub je utemljen 2000. godine.
Klub se trenutačno (stanje u ožujku 2008.) nalazi u 3. hrvatskoj ligi i bori se za ulazak u 2.ligu, no klub se nalazi u situaciji u kojoj se bio našao i 2006. godine, kada unatoč osvojenom prvom mjestu, nije mogao sudjelovati u 2. hrvatskoj ligi zbog novčarskih razloga, pa je bio prisiljen i iduće sezone, 2007., natjecati se u istoj natjecateljskoj razini, 3. ligi.
Igrači Brodarice koji su u ljeto 2006. god ostvarili prvo mjesto su: kapetan Ivica Luša, Jere Junaković, Ante Bura, Vedran Vrebac, Krste Stošić, Mario Zorčić, Mario Samodol, Andrija Španja...

## Klupski uspjesi
- 2. mjesto 2007. u 3. ligi
- 1. mjesto 2006. u 3. ligi
- 2. mjesto 2005. u 3. ligi